# Handysize

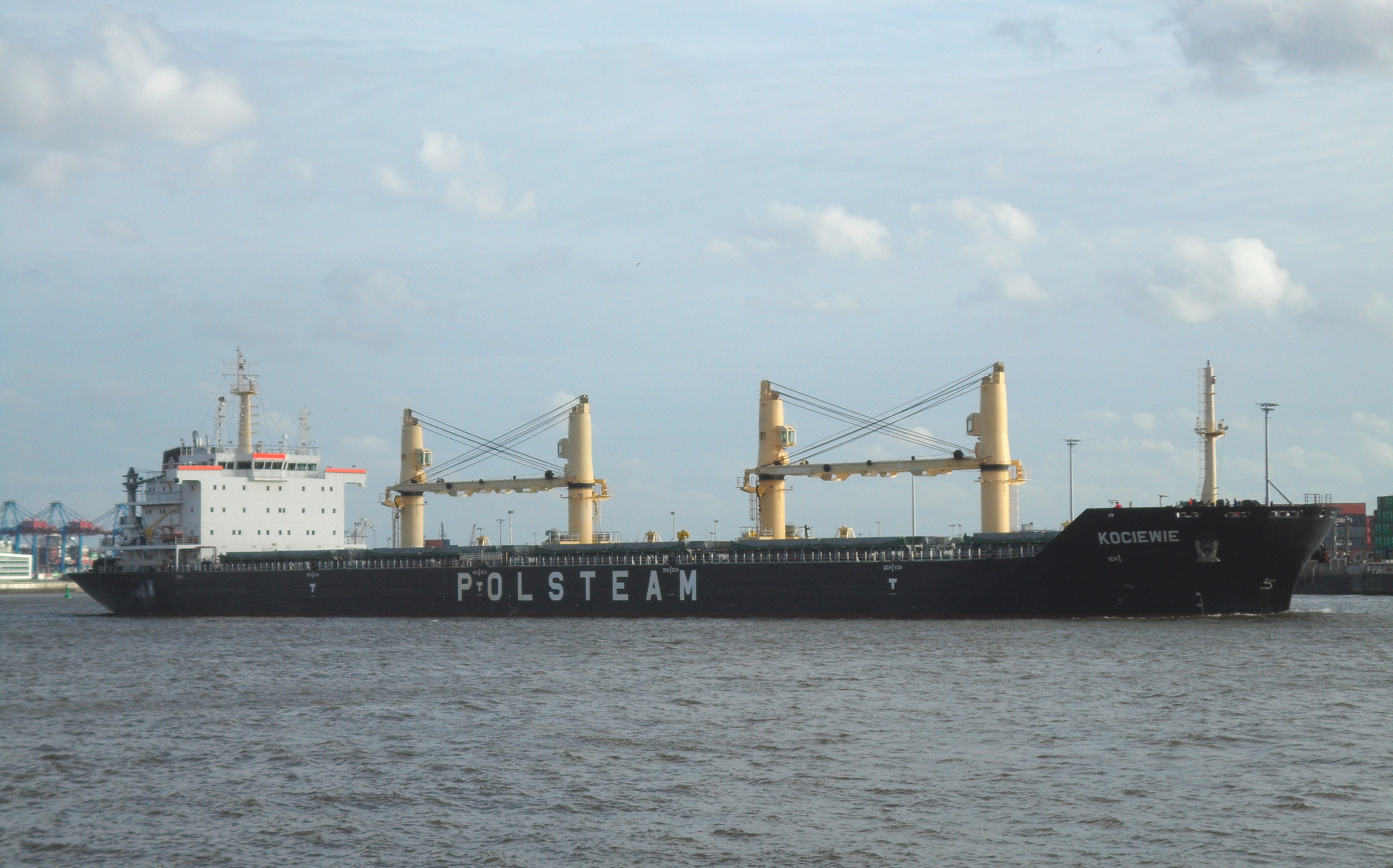
Der polnische Massengutfrachter Kociewie im Hafen von Hamburg

Als Handysize (englisch für „Handliche Größe“) werden Schüttgutfrachter und seltener auch Tanker bezeichnet, die über eine Tragfähigkeit von etwa 15.000 bis 35.000 t (dwt) verfügen. Typischerweise haben sie einen Tiefgang von maximal 10 Metern bei einer Länge von höchstens 190 Metern und eine Breite von etwa 28 Metern. Die für die Warenbörse Baltic Exchange verwendete Spezifikation ist: Tragfähigkeit: 28.000 Tonnen, Tiefgang: 9,78 m, 169 m Länge über alles, 27 m Breite, vier Kräne zu 30 t, fünf Frachträume zu 37.523 m³ Schüttgut oder 35.762 m³ Ballen, Höchstalter des Schiffes: 15 Jahre.

Mit 2000 registrierten Einheiten mit einer Tonnage von 43 Millionen ist die Mehrzahl der Schüttgutfrachter auf den Weltmeeren Handysize. Diese Schiffe sind sehr flexibel, da es ihnen ihre Größe erlaubt, auch kleinere Häfen anzulaufen. In den meisten Fällen sind sie mit Kränen ausgestattet und können daher auch in Häfen ohne entsprechende Suprastruktur ihre Ladung aufnehmen bzw. löschen. 

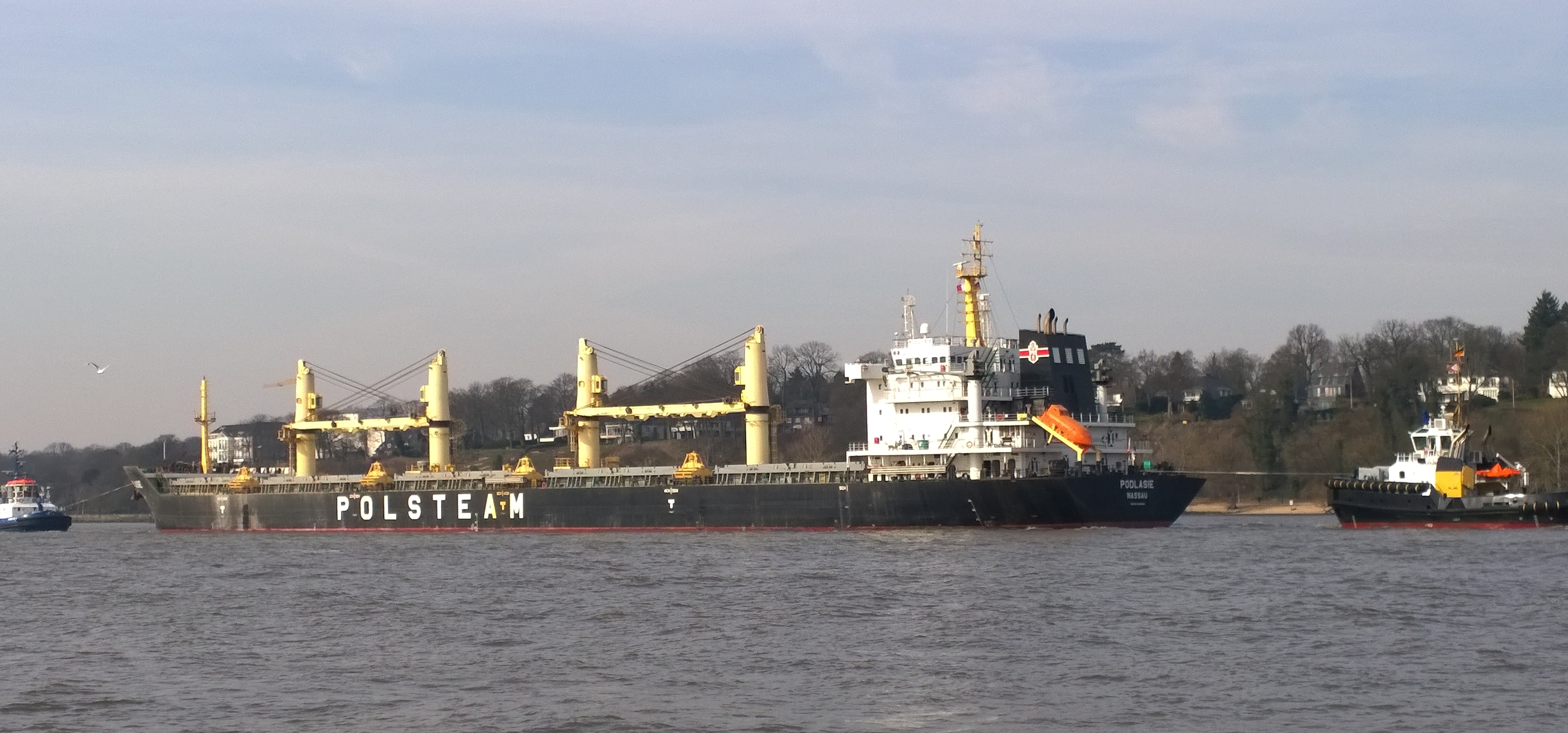
Polnischer Massengutfrachter Podlasie mit Heckschlepper Michel

 Verglichen mit größeren Schüttgutfrachtern transportieren Handysize-Frachter eine größere Vielfalt von Ladungsarten. Dazu zählen Stahlprodukte, Getreide, Erze, Phosphate, Zement, Rundholz, Holzschnitzel und anderes Massenstückgut. Sie laden also im Vergleich zu größeren Massengutschiffen statt „Major-Bulk“ (Erze und Kohle) eher „Minor-Bulk“-Ladungen.
Handysize-Massengutfrachter werden hauptsächlich von Werften in Japan, Korea, China, Vietnam, den Philippinen und Indien gebaut, wenn auch einige andere Länder die Kapazität haben, solche Schiffe zu bauen. Ein herkömmlicher Standard für einen Handysize-Frachter liegt bei etwa 32.000 Tonnen Ladegewicht. Er hat fünf Laderäume mit hydraulischen Lukenabdeckungen und vier 30-Tonnen-Kräne. Manchmal haben diese Frachter auch senkrechte Haltestangen, um Rundholz zu laden.
Auch wenn, Stand 2008, in letzter Zeit einige neue Schiffe bestellt wurden, sind im Handysize-Sektor die Schiffe mit dem höchsten Altersdurchschnitt unterwegs.